# Diogenes goniochirus
Diogenes goniochirus is een tienpotigensoort uit de familie van de Diogenidae. De wetenschappelijke naam van de soort is voor het eerst geldig gepubliceerd in 1956 door Forest.